# Берхтольд, Йозеф
Йо́зеф Берхтольд (нем. Joseph Berchtold; 6 марта 1897, Ингольштадт, Бавария, Германская империя — 23 августа 1962, Хершинг-ам-Аммерзее, Бавария, ФРГ) — государственный и политический деятель нацистской Германии. Фактически — первый руководитель СС, второй Рейхсфюрер СС (с 1 ноября 1926 по 1927). Обергруппенфюрер СА (30 января 1942).

## Ранняя жизнь
Родился в баварском городе Ингольштадт 6 марта 1897 года. С 1903 по 1915 годы учился в одной из мюнхенских школ. Во время Первой мировой войны служил в Королевской Баварской армии, получил звание второго лейтенанта. После войны учился на экономиста в Университете Мюнхена, параллельно работал журналистом.
В 1920 году вступил в Германскую рабочую партию. Работал казначеем партии, пока не ушёл в отставку в конце июля 1921 года. Работал журналистом в газете «Фёлькишер беобахтер».

## Карьера в СА
После возвращения в партию, в 1922 году Берхтольд вступил в СА. В 1923 году после того, как один из основателей СА и сподвижник Эрнста Рёма капитан Герман Эрхард отказался далее возглавлять созданную им структуру «Штабсвахе» («штабная охрана»), имевшую целью охрану Гитлера, тот принял решение создать новую структуру — «Штосструпп» (ударный отряд), независимую от Рёма и СА. Новая охранная структура получила название «Адольф Гитлер». Возглавить её был приглашен Йозеф Берхтольд, до этого торговавший канцелярией. Этот отряд послужил основой для последующего формирования СС. Первоначально подразделение состояло всего из восьми человек, под командованием Берхтольда и Юлиуса Шрека.
9 ноября 1923 года отряд Штосструпп участвовал в Пивном путче. По приказу Гитлера Берхтольд подкатил ко входу пивной «Бюргербройкеллер» пулемёт и таким образом обеспечил вооруженную поддержку путча. Когда путчисты во главе с Гитлером двинулись к зданию Военного министерства, их встретила земельная полиция и открыла огонь. Берхтольд, получивший ранение, убежал и затем вместе с раненым Германом Гёрингом скрывался в Австрии.

## Карьера в СС
В ноябре 1923 года был назначен управляющим делами и командиром отряда СА Гау Каринтия, а также и. о. гауляйтера Каринтии.
В 1926 году вернулся в Германию. 15 апреля 1926 года Берхтольд стал преемником Шрека в качестве начальника Шутцстаффеля («Защитный отряд/подразделение», СС), специального элитного отделения партии под контролем СА. Берхтольд изменил название должности, которая стала известна как рейхсфюрер СС. Будучи одновременно непосредственным начальником СС и начальником СС Мюнхена, 1 марта 1927 года подал в отставку, выразив протест против роста СА и ограничения роста СС, передав управление своему заместителю Эрхарду Хайдену.

## После СС
В 1928 году Берхтольд был переведён в Мюнхен, где состоял в штабе высшего руководства СА. В том же году он основал газету «SA-Mann». Был автором различных нацистских публикаций и сотрудником различных журналов. В 1933 году стал начальником Мюнхенского бюро газеты «Фёлькишер беобахтер», а в 1934 году он стал постоянным заместителем главного редактора этой газеты. В последующие и военные годы он работал в основном как журналист и пропагандист.
В 1936 году был избран членом Рейхстага от земли Баден.

## После войны
После окончания Второй мировой войны в Европе в начале мая 1945 года Берхтольд временно находился в заключении у союзников, затем был освобождён. Умер 23 августа 1962 года.

## Награды
- Железный крест 2-го класса (1914)[8]
- Почётный крест Первой мировой войны 1914/1918[8]
- Орден Крови[8]
- Шеврон старого бойца[8]
- Золотой партийный знак НСДАП[8]
- Медаль «За выслугу лет в НСДАП» (бронза, серебро, золото)[8]